# Antony Blinken

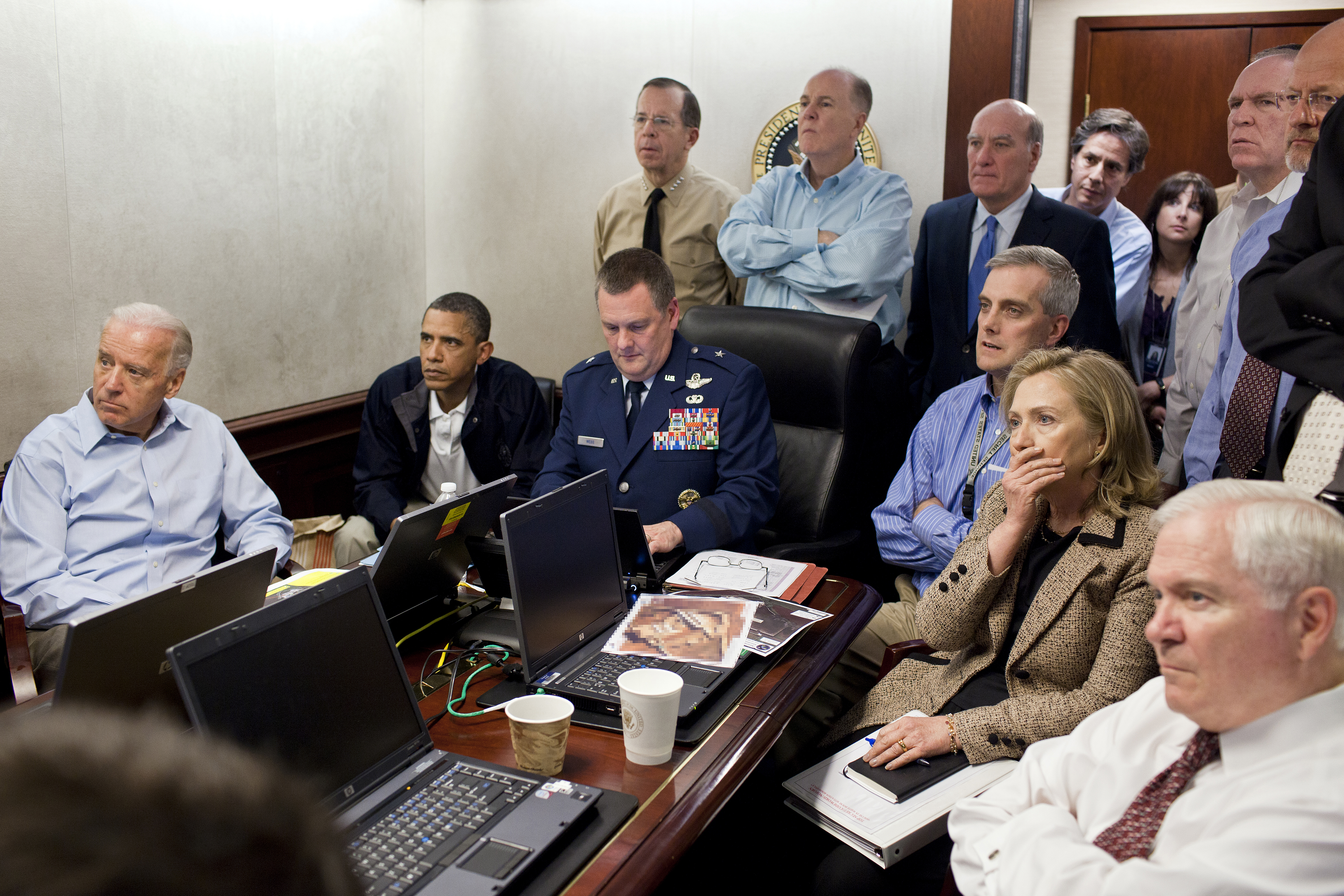
Blinken fotograferad i The Situation Room, i blå skjorta i bakre delen av rummet, under raiden mot Usama Bin Ladin 2 maj 2011.

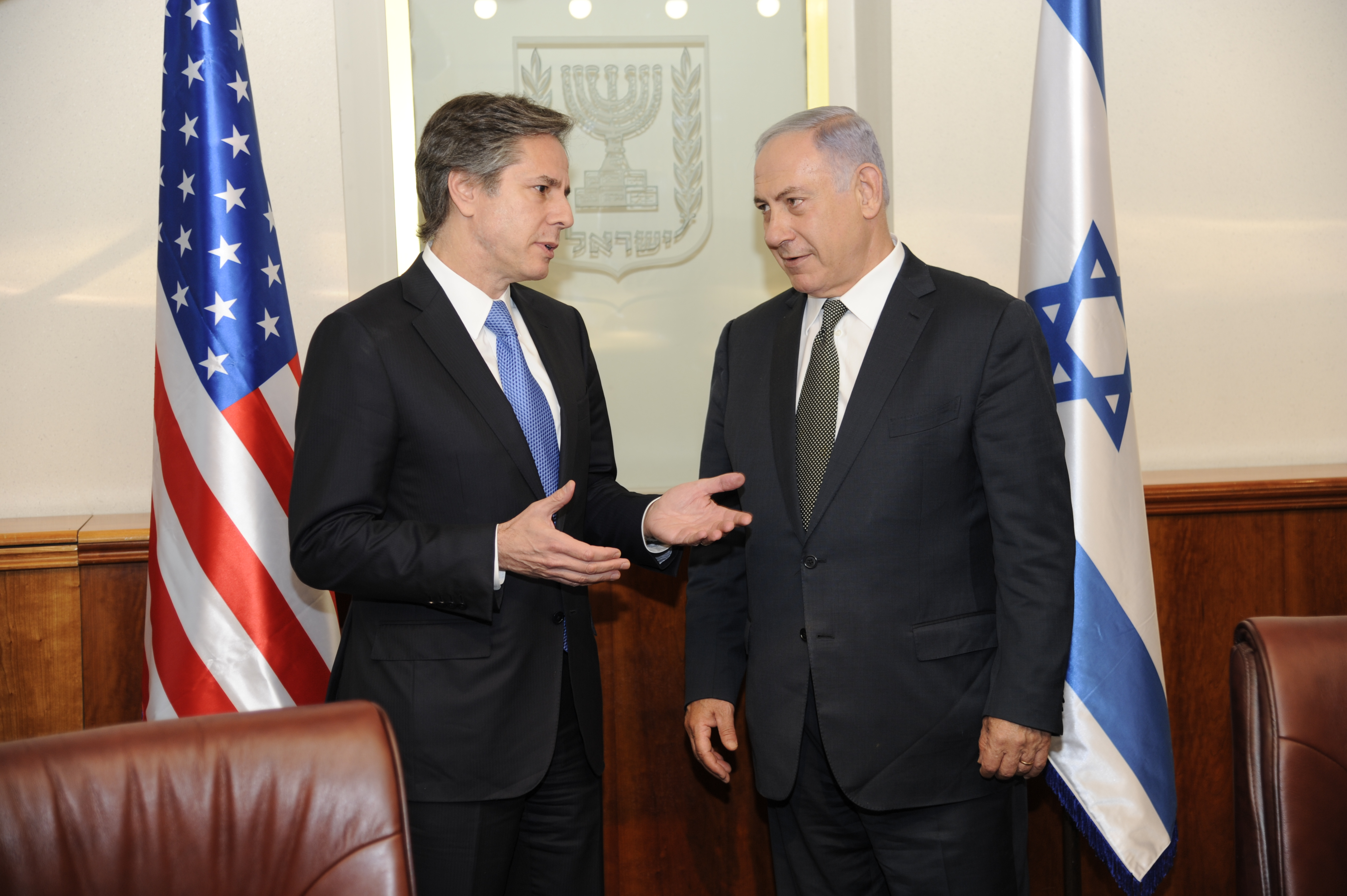
Blinken i möte med Israels premiärminister Benjamin Netanyahu i Jerusalem den 16 juni 2016.

Antony John "Tony" Blinken, född 16 april 1962 i Yonkers i Westchester County, New York, är en amerikansk ämbetsman och diplomat. Han var USA:s utrikesminister i president Joe Bidens kabinett 2021–2025.

## Biografi
Antony Blinken är son till affärsmannen och diplomaten Donald M. Blinken (1925–2022) och Judith Frehm. Han gick från 1971 på École Jeannine Manuel i Paris i Frankrike. Han avlade därefter kandidatexamen på Harvard University och juristexamen 1988 på Columbia University.
Han har haft framträdande poster inom den amerikanska utrikespolitiska administrationen under två presidenter under en tjugoårsperiod. Mellan 1994 och 2001 arbetade han för United States National Security Council i Vita huset och 1994–2001 var han bland annat Special Assistant to the President. 
Åren 2002–2008 arbetade han som stabschef för Senatens utrikesutskott.
Under Barack Obamas presidentperiod var han mellan 2009 och 2013 Deputy Assistant to the President och nationell säkerhetspolitisk rådgivare till vicepresidenten Joe Biden, 2013–2015 biträdande nationell säkerhetspolitisk rådgivare till presidenten och 2015–2017 biträdande utrikesminister.

## USA:s utrikesminister
Under Joe Bidens presidentvalskampanj 2020 var han rådgivare i utrikespolitiska frågor till honom. I slutet av november utpekades han som tillträdande utrikesminister från januari 2021. Han tillträdde på posten som utrikesminister 26 januari 2021.
I februari 2021 uttryckte Blinken stöd för fredsförhandlingar med taliban-rebellerna i Afghanistan.

## Privatliv
Anthony Blinken gifte sig 2002 med Evan Ryan. Paret har två barn tillsammans.

## Utmärkelser
- Andra klass av Jaroslav den vises orden,  23 augusti 2022[11][12]
- Riddare med storkors av Litauens förtjänstorden,  10 juli 2023[13]
- Kommendör med stora korset av Nordstjärneorden,  22 oktober 2024[14]

[Redigera Wikidata]